# برجك (صحرا بردسكن)
برجك (بالفارسية: برجک) هي قرية تقع في إيران في قسم صحرا الريفي. يقدر عدد سكانها بـ 343 نسمة بحسب إحصاء 2016.